# Vinzenz Koch
Vinzenz Koch (* 22. Oktober 1834 in Retzstadt; † 22. September 1881 in Hammelburg) war ein bayerischer katholischer Geistlicher und Abgeordneter.

## Werdegang
Koch war Stadtpfarrer in der unterfränkischen Bezirksstadt Hammelburg. Von 1875 bis zu seinem Tod gehörte er als Abgeordneter der Patriotenpartei der Kammer der Abgeordneten des Bayerischen Landtags an.